# دوري الدرجة الأولى الكويتي 2006–07
في موسم 2006/2007 أقيمت بطولة الدرجة الأولى للدوري الكويتي بعد انقطاع دام خمسة مواسم، وقد شارك في الدوري ستة فرق وتقلص العدد بعدها إلى خمسة بعد انسحاب نادي الصليبيخات، وقد كان المطلوب أن يتأهل فريقين إلى الدرجة الممتازة، وقد تأهل إلى نادي النصر الكويتي ونادي الجهراء، فيما هبط نادي الفحيحيل إلى الدرجة الأولى، وقد توج بروسين تراوري لاعب نادي النصر الكويتي هدافا للدوري برصيد 9 أهداف.

## ترتيب الفرق
- 1- نادي النصر (لعب 12 مباراة وحقق 28 نقطة)
- 2- نادي الجهراء (لعب 12 مباراة وحقق 26 نقطة)
- 3- نادي خيطان (لعب 12 مباراة وحقق 16 نقطة)
- 4- نادي اليرموك (لعب 12 مباراة وحقق 10 نقاط)
- 5- نادي الشباب (لعب 12 مباراة وحقق 4 نقاط)

## هداف الدوري
9 أهداف
- بروسين تراوري (النصر)

6 أهداف
- ديوك (الجهراء)
- حامد الشيباني (خيطان)

5 أهداف
- فيصل العدواني (النصر)

## أرقام من البطولة
- أكثر الفرق تحقيقا للفوز هما نادي النصر الكويتي ونادي الجهراء برصيد 8 انتصارات.
- أقل الفرق تحقيقا للفوز هو نادي الشباب الكويتي برصيد فوز واحد.
- أكثر الفرق تحقيقا للتعادل هما نادي النصر الكويتي ونادي اليرموك برصيد 4 تعادلات.
- أقل الفرق تحقيقا للتعادل هما نادي خيطان ونادي الشباب الكويتي برصيد تعادل واحد.
- أكثر الفرق تعرضا للخسارة هو نادي الشباب الكويتي برصيد 10 هزائم.
- أقل الفرق تعرضا للخسارة هو نادي النصر الكويتي حيث لم يخسر.
- أكثر الفرق تسجيلا للأهداف هو نادي الجهراء برصيد 24 هدف.
- أقل الفرق تسجيلا للأهداف هما نادي اليرموك ونادي الشباب الكويتي برصيد 11 هدف.
- أكثر الفرق تعرضا للأهداف هو نادي الشباب الكويتي برصيد 27 هدف.
- أقل الفرق تعرضا للأهداف هو نادي النصر الكويتي برصيد 9 أهداف.
- تم تسجيل ثلاثيتين في الدوري، الأولى كانت من قبل حامد الشيباني في مرمى نادي اليرموك، والثانية من قبل بروسين تراوري في مرمى نادي الشباب الكويتي.